# Unió Esportiva Sant Andreu
La Unió Esportiva Sant Andreu (en español: Unión Deportiva San Andrés) es un club de fútbol español del barrio y antiguo municipio de San Andrés de Palomar, en la ciudad de Barcelona. Sus antecedentes lejanos se remontan a 1909, con el Club Zeta. Su denominación actual la tomó en 1925, con la fusión de varios clubes. En 2008 adoptó la forma jurídica de Sociedad Anónima Deportiva.

## Historia

### Orígenes del fútbol en San Andrés del Palomar (1900-1911)
Existen escasas referencias a los orígenes del fútbol en San Andrés de Palomar. Los primeros equipos de los que se tiene constancia son el Foot-ball Club Escocés y el Team Rojo, vinculados a las colonias de británicos que trabajaban en las fábricas textiles de San Andrés. Ambos surgieron en 1900 y tuvieron una vida efímera.
El primer documento escrito sobre la existencia del club actual es un artículo publicado en «El Mundo Deportivo» del 21 de enero de 1909:

"Con gran entusiasmo se está organizando entre los jóvenes andresenses un “club de Foot-ball” habiendo ya empezado los preparativos necesarios para inaugurarlo en el próximo mes. Dicho club será el primero fundado en San Andrés de Palomar, que hasta ahora parecía mostraba cierta indiferencia por los sports, pero no dudo que la obra emprendida por estos amantes del sport dará su fruto y pronto tomará éste, incremento en nuestra importante barriada"

Este nuevo equipo se llamó Club Z y jugó sus primeros partidos conocidos en junio de 1909, como parte del Concurso Catalán. Poco después, el Zeta dio paso al Andreuenc Foot-ball Club. El primer partido oficial que disputó el club con esta nueva denominación fue el 21 de noviembre de 1909, en la Copa de Cataluña Júnior, venciendo por 2-0 al Provençalenc. El equipo ya vestía uniforme a rayas verticales rojas y amarillas y su terreno de juego, conocido como Campo de las Medicinas, estaba ubicado en la calle Escocia.

### El F.C. Andreuenc y el L'Avenç del Sport (1911-1925)
Durante sus tres primeras temporadas de vida el Andreuenc FC compitió en el Campeonato de Cataluña de Júniors. En octubre de 1911 el club vivió una escisión, cuando un grupo de jugadores, encabezados por Lluís Montell, abandonaron la disciplina de la entidad para formar su propio equipo, L'Avenç, bajo el amparo de la sociedad Avenç Nacionalista Republicà. Montell fue el primer presidente del nuevo club, en cuya directiva también se integró el poeta andresense Ignasi Iglésias, quien propuso el nombre de L'Avenç, en alusión a la imprenta homónima que había creado junto con otra gran figura de la literatura catalana, Àngel Guimerà. El nuevo club adoptó los colores rojo y blanco, a rayas verticales. En 1913 el equipo trasladó su sede a la sociedad Fènix Andreuenc, y adoptó el nombre definitivo de L'Avenç del Sport. En la temporada 1914-15 L'Avenç del Sport jugó por primera vez en los terrenos situados entre las calles Virgili y Santa Coloma, ubicación del actual estadio Narcís Sala.
Hasta la creación de la Liga, en 1928, los campeonatos regionales fueron las principales competiciones futbolísticas disputadas en España, y sus vencedores tomaban parte en el Campeonato de España o Copa del Rey, único torneo oficial a nivel nacional. Tanto el Andreuenc como L'Avenç del Sport participaron en los campeonatos regionales catalanes, aunque con suerte dispar. Mientras los primeros se movieron siempre en categorías inferiores, L'Avenç pronto se situó entre los equipos punteros de Cataluña, disputando el Campeonato de Primera Categoría A las temporadas 1913/14, 1914/15 y 1915/16, junto con clubes como el FC Barcelona, el RCD Español, el CE Sabadell o el FC España. La temporada 1919/20 L'Avenç se proclamó campeón de Cataluña de Primera Categoría B —equivalente a la segunda división del Campeonato de Cataluña— y disputó sin éxito la promoción de ascenso ante el FC España. Repitió título la temporada siguiente, en la que sí logró regresar a la élite, tras una nueva promoción con el España. Esa misma campaña se jugó una plaza para el campeonato de España contra el campeón de Primera A, el FC Barcelona. Los azulgrana ganaron el partido de ida por 3-1, pero L'Avenç logró una histórica victoria en la vuelta por 1-0. Los andresenses cayeron finalmente en el desempate por 4-1. L'Avenç jugó dos temporadas consecutivas en Primera Categoría A, la 1920-21 y la 1921-22, tras la que volvió a Primera B. Sus jugadores más destacados de aquella época fueron Joan Coca y Pepe Planas, quien posteriormente jugó en el FC Barcelona.
El Andreuenc FC, por su parte, se desempeñó en Segunda Categoría —equivalente a una tercera división— logrando su mayor éxito con el campeonato en la temporada 1917-18. Sin embargo, se frustró el ascenso a Primera B en un partido de promoción jugado en el campo de la calle Industria frente al Terrassa FC, perdiendo por 3-0.

### Nace la Unió Esportiva Sant Andreu. Primeros años (1925-1939)
En 1925 los dos clubes de fútbol de San Andrés de Palomar vivían horas bajas, lo que les llevó a unir sus fuerzas tras 14 años compitiendo por separado. Los señores Guardia (L'Avenç del Sport) y Labaleta (Andreuenc FC) llegaron a un acuerdo y el 14 de junio de 1925 se aprobó la fusión, en la que también participaron otros dos clubes de otras disciplinas deportivas: el Esport Ciclista Andreuenc y la Sección Atlética Vida del Ateneo Obrero de San Andrés. El club resultante de la fusión recibió el nombre de Unió Sportiva Sant Andreu, siendo su primer presidente José Guardia. Se mantuvo como campo de juego el estadio de L'Avenç, en la calle Santa Coloma, y para la equipación se adoptaron las rayas rojas y amarillas del Andreuenc. El Sant Andreu mantuvo la plaza de L'Avenç en Primera Categoría B —renombrada como Segunda Categoría Preferente a partir de la temporada 1928/29—, llegando a disputar infructosamente la promoción de ascenso a Primera A en 1929, 1930 y 1935.
A partir de 1936 la actividad deportiva quedó condicionada por la guerra civil española. En 1937, en plena revolución anarcosindicalista y anticlerical, fueron abolidos los topónimos con nombre de santos. El barrio de San Andrés paso a llamarse Armonía de Palomar y el club recuperó la antigua denominación de L'Avenç del Sport.

### De Regional a rozar el ascenso a Primera División (1939-1953)
La dictadura franquista, tras la Guerra Civil, tuvo consecuencias en el Sant Andreu, que se vio obligado a españolizar su nombre como Club Deportivo San Andrés. Las autoridades deportivas del nuevo régimen impusieron una nueva directiva en el club, que adoptó un nuevo escudo, donde la señera fue reemplazada por la bandera de España, del mismo modo que los colores de la bandera catalana fueron eliminados del uniforme, sustituyendo las líneas rojas por azules.
La competición oficial volvió la temporada 1939/40, con los andresenses disputando el campeonato regional del Grupo B. Con la delantera formada por Mariano Martín y Manuel Va y bajo la dirección de Pepe Planas, el equipo se proclamó campeón con gran autoridad, logrando el ascenso al Grupo A de categoría regional para la siguiente temporada y, además, una plaza para disputar la Copa del Generalísimo .
El 5 de mayo de 1940 el club andresense inauguró su remodelado estadio de la calle Santa Coloma con un partido frente al Barcelona CF. Una semana más tarde, el 12 de mayo, debutó en la Copa del Generalísimo frente al Valencia CF, que goleó en Mestalla por 8-2 y ganó también en Barcelona por 1-3.
La temporada 1940/41 el club continuó su progresión, quedando subcampeón de Regional A. En consecuencia, al término de la campaña disputó la Tercera División, que por entonces era la denominación de la liguilla final de promoción a Segunda División. Este primer intento de ascender a la división de plata quedó frustrado al finalizar en segunda posición de su grupo. De 1940 a 1947 se mantuvo en Primera Categoría Regional A (luego renombrada Primera Catalana), salvo la temporada 1942/43, en la que regresó fugazmente a Regional B.
La temporada 1945/46 accedió a la presidencia un personaje clave en la historia del Sant Andreu: Narcís Sala, quien llevó al club a sus más altas cotas. En cuatro años, el equipo pasaría de jugar en Regional a quedarse a las puertas de la Primera División. El primer paso lo dio la campaña 1946/47, finalizando como campeón de la liga de Primera Catalana y ascendiendo a Tercera División. En la categoría de bronce logró un segundo y cuatro puesto y, finalmente, el campeonato la temporada 1949/50. Tras una larga de fase de promoción, el 9 de julio de 1950, en el Estadio Torrero de Zaragoza, venció en la eliminatoria final a la SD Erandio por 3-1, logrando el ascenso a Segunda División por primera vez en su historia.
El 9 de septiembre de 1950 el CD San Andrés debutó en Segunda división, con una victoria por 1-2 en el campo del Gerona CF. La alineación estuvo formada por Almansa, Ferrer, Sans, Guillén, Madurga, Pérez, Peralta, Buqué, Mariano Martín, Tejedor y Massós, con Benito García como técnico. A pesar de su inexperiencia en la categoría, el equipo finalizando la liga en cuarta posición, a tan solo tres puntos de la plaza de promoción a Primera División, ocupada por el CD Sabadell, y por delante de clubes históricos de la máxima categoría como el Real Oviedo, el CA Osasuna o el Tarragona. Esta es, hasta la fecha, la mejor clasificación obtenida por el club en toda su historia.
La Segunda División suponía un dispendio económico excesivo para una entidad modesta como el CD San Andrés. A pesar de las dificultades para reforzarse, la temporada 1951/52 logró mantener la categoría al finalizar en 12.ª posición, cuatro puntos por encima del descenso. Al final del curso, el presidente Narcís Sala dimitió, a causa de la delicada situación económica. Para poder seguir compitiendo en la categoría de plata llegó a la presidencia Pedro Conde Geneve y el equipo completó una buena campaña, finalizando la temporada 1952/53 en octava posición. Ante la imposibilidad de mantenerse económicamente en Segunda División, el CD San Andrés renunció a su plaza y fue descendido a Tercera.

### Quince largos años en Tercera (1953-1968)
En las primeras temporadas del regreso del CD San Andrés a Tercera División el equipo se mantuvo en la zona alta, llegando a proclamarse campeón de su grupo la temporada 1957/58. Con Pepe Planas en el banquillo y el internacional Rosendo Hernández como jugador más destacado, el equipo disputó ese año la promoción de ascenso contra el UD Lérida. Tras empatar en los partidos de ida y vuelta (2-2 en Barcelona y 1-1 en Lérida) los ilerdenses se impusieron por 2-0 en el partido de desempate.
Las siguientes temporadas fueron discretas para los andresenses, que se acostumbraron a luchar por la permanencia en Tercera. La campaña 1964/65 Narcís Sala volvió a la presidencia del club, iniciando la segunda edad dorada de la entidad.

### La gran época dorada (1968-1980)
En agosto de 1968 el Sant Andreu se propuso intentar volver al fútbol profesional creando un gran equipo, firmó al técnico Antonio Argilés y a jugadores como Moya, Pepín Cabezas, Giralt, Rué, Tovar, Marín, Rodri o Patro. Gracias a estos refuerzos, se proclamó con comodidad campeón de su grupo de Tercera División. En la ida de la promoción de ascenso el Sant Andreu se impuso por la mínima al CA Osasuna en Barcelona, pero los pamploneses igualaron en el partido de vuelta y vencieron 2-0 en el de desempate, en un partido disputado en el Estadio de La Romareda. Los andresenses tuvieron una segunda oportunidad con el CD Alcoyano. El partido de ida, en el campo de la calle Santa Coloma, finalizó con empate a dos, con goles de Marín. En la vuelta en Alcoy se mantuvo el empate a uno hasta el minuto 77, cuando Giralt marcó el gol de la victoria y del ascenso a Segunda División del Sant Andreu, por segunda vez en su historia, desatando una auténtica locura en la barriada andresense, donde miles de persones recibieron a los jugadores como auténticos héroes. 
En los años siguientes el club vivió su época dorada, encadenando ocho temporadas en la categoría de plata, con destacadas actuaciones en la Copa del Rey y superando los 6.000 socios, lo que llevó a la construcción de un nuevo estadio.
Las dificultades económicas derivadas de mantener al club en la élite lastraron al equipo durante la temporada 1976/77. Una junta gestora se hizo cargo de la entidad durante toda la campaña, tras la dimisión del presidente Joan Coma. La última jornada de liga resultó agónica, jugándose la permanencia Sant Andreu y Calvo Sotelo CF en un duelo directo en Puertollano. Los locales vencieron 2-1 y se salvaron, a costa de los catalanes, que desde entonces jamás han vuelto a la división de plata del fútbol español.
La temporada 1977/78 el Sant Andreu pasó a jugar en la recién creada Segunda División "B", una nueva categoría intermedia entre el fútbol profesional y la Tercera División. Los andresenses se mantuvieron tres campañas en esta categoría, que estuvieron marcadas por las dificultades económicas. A pesar de reforzarse con jugadores experimentados en Primera División, como Pepín Cabezas o Iselín Santos Ovejero, no se logró recuperar la categoría perdida y al final de la temporada 1979/80 regresó a Tercera División, once años después.

### Una década en el pozo (1980-1990)
En 1980 el Sant Andreu empieza una época en Tercera División, hasta 1990. Son diez temporadas de sufrimientos, éxitos y fracasos. El objetivo del nuevo presidente, Francesc Aresté es devolver al equipo a Segunda B., Para ello se contrata, primero, al técnico Francesc Ricart, y luego a Luis Aloy (1981), además de jugadores como Vilches, Mendoza, Jose o Telechea. En las dos primeras temporadas se logra una novena posición, y en la tercera el equipo acaba cuarto clasificándose para disputar la Copa del Rey del año siguiente. En la temporada llega 1983-84 llega el entrenador Roberto Puerto, el cual es cesado en la segunda vuelta debido a los malos resultados y a un conflicto con los jugadores del equipo Mendoza, Rafa y especialmente Guri y Nicolás. Curiosamente tras su detitución el equipo mejora el rendimiento y acaba en cuarta posición.
Jaume Sabaté, sustituto de Puerto, se encarga de hacer campeón de tercera división al Sant Andreu en la temporada siguiente. El equipo hace una gran remontada en la segunda vuelta y supera al máximo rival en la lucha por el título, el Lloret. Los elementos fundamentales del equipo campeón son Mendoza, en la portería, De Frías, López Torres, Toni y Tomás en la defensa, Pedro en el centro del campo, y Aleñá, José y Rafa en la delantera. Pero a pesar de este éxito, no se logra superar la promoción, al caer derrotado ante el Alzira. En la ida se pierde 4-2 y en la vuelta tan solo se puede ganar por 1-0.
Después de una buena temporada, la 1985-86, llegan los problemas económicos que acaban con la dimisión de Aresté, por lo cual el club queda regido por una gestora. La plantilla queda desmantelada y el equipo está a punto de descender a la Regional. De hecho, el Sant Andreu se salva del descenso gracias a un milagroso gol del defensa López Torres en la prórroga del partido de vuelta de una agónica promoción jugada contra el Martinenc.
En el verano de 1987 asume la presidencia Josep Vivancos, quien con la ayuda del socio y mecenas Joan Gaspart, hace un gran equipo que llevará al Sant Andreu en tres años a Segunda B. En la primera temporada se consigue el retorno de Toni, Pedro y Jose, además de fichar a Hans, Blanco, Totó y al gran exjugador del RCD Español Daniel Solsona. En la portería, mientras tanto, Esteban ha sustituido a Mendoza.
Pero a pesar del esfuerzo no es hasta la tercera temporada cuando se logra el ansiado ascenso, ya que en la primera el Palamós frustra las opciones del Sant Andreu y en la segunda es la irregularidad del propio equipo quien lo consigue. Pero a la tercera va la vencida. En esa temporada 1989-90 con Jaume Creixell en el banquillo, el equipo cuatribarrado se proclama campeón y asciende a Segunda B, en cuanto en aquella época no había promoción.

### De rozar el ascenso a la decadencia (1990-1997)
En la temporada 1990-91 el equipo consiguió su permanencia en la Segunda División B al finalizar en la decimotercera posición del Grupo IV, terminando a cinco puntos del descenso.
Para la temporada 1991-92 el Sant Andreu mejoró su desempeño terminando la fase regular en la primera posición del Grupo II de la categoría y accediendo a la promoción de ascenso a Segunda División, en esa etapa los cuadribarrados fueron encuadrados en el grupo D junto a los clubes Lugo, Extremadura y Elche. Después de un buen desempeño en las primeras cinco jornadas el Sant Andreu llegó al partido definitivo contra el Lugo como favorito para subir de categoría, ya que el empate era suficiente para el ascenso del equipo, sin embargo, en el encuentro el colegiado Japón Sevilla ignoró un penalti cometido contra Ramón Calderé y además expulsó al jugador ya que consideró que había simulado la falta, finalmente el equipo gallego ganó el partido por un marcador de 2-1 y se quedó con el boleto a la categoría de plata en medio de las airadas protestas de los jugadores del Sant Andreu.
En la temporada 1992-93 el equipo volvió a acceder a la promoción de ascenso tras finalizar como segundo lugar del Grupo III. En la fase definitiva el Sant Andreu fue encuadrado en el Grupo A con el Real Jaén, el Deportivo Alavés y el Club Deportivo Toledo, en la liguilla el equipo cuadribarrado únicamente consiguió un empate con el Real Jaén, por lo que terminó en el último lugar del grupo, mientras que el ascenso fue a parar al Toledo.
A partir de la temporada 1993-94 el equipo comenzó a entrar en decadencia en la categoría, hasta consumar su descenso a Tercera División en la temporada 1996-97.

### La lucha por la supervivencia (1997-2004)
En la temporada 1998-99 el Sant Andreu desciende a Primera Catalana, aunque consiguió regresar a Tercera División en una temporada tras proclamarse campeón de la categoría catalana. En el 2000 el equipo regresó a Tercera División y consiguió la permanencia con cierta facilidad, posteriormente el equipo alcanzó la promoción de ascenso en 2002 y 2003 sin conseguir promocionar de categoría.

### La presidencia de Joan Gaspart (2004-2011)
Tras varios años de mecenazgo en un segundo plano, finalmente la temporada 2004/05 Joan Gaspart accedió a la presidencia, con el objetivo de llevar la entidad al fútbol profesional y convertirla en Sociedad Anónima Deportiva (SAD). Esa misma campaña los adresenses lograron el ascenso a Segunda División B.
Tras descender en la temporada 2006-07 a Tercera División, el Sant Andreu logró su regreso a Segunda División B la campaña 2007-08, al término de la cual completó su conversión en Sociedad Anónima Deportiva (SAD), quedando Joan Gaspart como accionista mayoritario, con el 99%. La temporada 2008/09, en la que el club celebró su centenario, disputó la Copa del Rey, alcanzando la segunda ronda, y ganó su primera Copa Cataluña, tras vencer al FC Barcelona en semifinales y al RCD Espanyol en la final. En la liga terminó en tercera posición, disputando la promoción de ascenso a Segunda División, pero cayó en la primera eliminatoria ante el AD Alcorcón.
La campaña 2009-10 el equipo se clasificó para el play-off de ascenso a Segunda División al haber finalizado la liga regular primero de su grupo. Perdió la eliminatoria de ascenso directo contra la Ponferradina 0-1 en el Narcís Sala y por penalties en El Toralín. Salvando la segunda eliminatoria contra el Universidad de Las Palmas de Gran Canaria, se clasificó para la tercera y definitiva ronda de promoción de ascenso. El Barcelona Atlètic eliminó a la UE Sant Andreu tras vencer por 1-0 en el Mini Estadi blaugrana y empatando el partido de vuelta 0-0 en el estadio Narcís Sala.
El verano de 2011 finalizó la etapa de Joan Gaspart al frente del club, vendiendo su lote mayoritario de acciones al empresario y exdirectivo Manuel Camino.

### Inestabilidad y caída a Tercera (2012-2022)
En la temporada 2012/13, el equipo acabó en la séptima posición de la tabla. Aunque dicho año ganó la Copa RFEF tras vencer en la final a La Hoya Lorca por 0-3 en tierras murcianas y 1-0 en Barcelona.
La campaña 2013/14 el club «cuatribarrado» finalizó la liga en 15.ª posición, sufriendo para mantener la categoría hasta la penúltima jornada. Por el contrario, en la Copa del Rey el equipo completó una actuación notable, alcanzando los dieciseisavos, donde fue eliminado por el Atlético de Madrid.
Ante las dificultades económicas de la entidad, debido a las deudas contraídas con la Hacienda Pública y la Seguridad Social, en julio de 2014 el máximo accionista, Manuel Camino, vendió su paquete del 96% a la empresa Strategic Business Development XXI Century SL, propiedad de la brasileña Dinorah Santa Ana, exmujer y representante del futbolista Dani Alves. La nueva consejera delegada nombró presidente a su compatriota Marcos Martins. Aunque el proyecto deportivo de los nuevos propietarios aspiraba a conseguir el ascenso a Segunda División "A" a corto plazo, el club terminó la temporada en 18.ª posición y perdió la categoría. En junio de 2015, tras consumarse el descenso a Tercera División, Dinorah Santa Ana revendió su paquete accionarial a Manuel Camino.
Después del descenso a Tercera División, el equipo se convirtió en un habitual de las promociones de ascenso pero sin conseguir el ansiado boleto en la Segunda B. En 2021 se reformaron las categorías inferiores del fútbol español, por lo que la nueva Tercera Federación pasó a convertirse en el quinto nivel del sistema de ligas nacionales, el Sant Andreu debió quedarse en esa categoría tras perder el play-off de ascenso ante el Cerdanyola del Vallès Fútbol Club y quedarse fuera de la Segunda División RFEF, categoría que fue sustituta parcial de la antigua Segunda B y el nuevo cuarto nivel de la pirámide, por lo que los «cuatribarrados» sufrieron un descenso encubierto al perder un nivel en la escalera deportiva española.

### Recuperación (2022 - 2024)
En la temporada 2022-23 el Sant Andreu logró mejorar su desempeño y finalizó la temporada regular en la segunda posición del Grupo V, esto tras un fuerte pulso con el Club Esportiu Europa, que finalmente se haría con el título y el ascenso directo. 
Al finalizar la fase regular de la temporada el equipo accedió a la promoción de ascenso, en la fase catalana los «cuatribarrados» dejaron fuera al C. F. Peralada y al Centro Parroquial San Cristóbal, por lo que accedieron a la fase nacional y se colocaron a un paso del ascenso. En la serie de promoción el Sant Andreu fue encuadrado con el Salamanca Club de Fútbol UDS, el partido de ida finalizó con un empate a un gol, por lo que todo quedó para definirse en la vuelta. En el partido celebrado el 4 de junio de 2023 el Sant Andreu se impuso por un marcador de 1-2, por lo que el equipo «cuatribarrado» consiguió su ascenso a Segunda Federación, ocho años después de haber caído al pozo de la Tercera División.
La temporada debut del Sant Andreu en Segunda Federación fue buena para los «cuatribarrados», el equipo se colocó en posiciones de play-off de ascenso a Primera Federación desde la jornada 14, finalizando la fase regular en la cuarta posición del Grupo 3, aunque con una holgada ventaja que le permitió asegurar su entrada en la fase de promoción con varias jornadas de antelación. En la promoción el Sant Andreu fue emparejado con el Zamora Club de Fútbol, en el primer partido, jugado en Barcelona, la UESA logró una ventaja de 2-0, sin embargo, en el partido de vuelta celebrado en Zamora, el equipo castellano-leonés consiguió igualar el global, forzando la prórroga, la cual finalizó con un marcador de 2-0, dejando eliminados a los «cuatribarrados» debido a los mejores resultados de los rojiblancos durante la fase regular de la temporada. Por lo que el Sant Andreu cerró su temporada de regreso en la Segunda Federación dejando buenas sensaciones en el plano deportivo, y aún mejores en lo social debido al incremento en la relación entre el equipo y su entorno urbano, convirtiéndose en uno de los símbolos del barrio de Sant Andreu.

### La llegada de inversión japonesa (2024 - )
En noviembre de 2024 se presentó un cambio en la composición administrativa del club cuando la compañía japonesa Taica Corporation, encabezada por el multimillonario Taito Suzuki, se convirtió en la accionista mayoritaria del Sant Andreu, sin embargo, Manuel Camino conservó parte de la propiedad de la UESA por lo que se mantuvo como presidente del club por decisión de Suzuki.

## Presidentes
| - Josep Guàrdia (1925) - Julio Alcoriza (1926) - Pere Fontfreda (1927-28) - Jaume Camprubí (1932-35) - Pere Vinyals (1939-40) - Josep Vallribera (1940-41) - Joan Pagès (1941-42) - Benito Ferrer (1942-45) - Narcís Sala (1945-52) (1.ª etapa) - Antoni Guasch (1952-58) - Josep Marigó (1958-60) - Lluís Salafranca (1960-61) - Francesc Aresté (1961-63) (1.ª etapa) - Antoni de Haro (1963-65) - Narcís Sala (1965-71) (2.ª etapa) - Joan Coma (1971-76) (1.ª etapa) - José Antonio Sauqué (1976) (en funciones) | - Mateu Grau (1976) (junta gestora) - Narcís Busquets (1976-77) (junta gestora) - Félix Romero (1977-78) - Luis Camilleri (1978) - Josep Vivancos (1978-79) (1.ª etapa) - Francesc Aresté (1979-86) (2.ª etapa) - junta gestora (1986-87) - Josep Vivancos (1987-94) (2.ª etapa) - Joan Coma (1994-96) (2.ª etapa) - Basilio Corral (1996-98) - Miquel Bacardit (1998-2004) - Joan Gaspart (2004-11) - Manuel Camino (2011-14) - Marcos Martins (2014-15) - Oriosvaldo Pontes Gusmão (2015) (en funciones) - Manuel Camino (2015-) (2.ª etapa) |

## Escudo

### Escudo actual
El escudo de la Unió Esportiva Sant Andreu tiene forma de "olla". En la parte superior se representa la bandera de San Andrés de Palomar, y en la parte inferior los colores del equipo, las cuatro barras, con un balón encima.

### Historia de los escudos
En 1940, tras la Guerra Civil y la victoria del franquismo, el Sant Andreu sufrió numerosos cambios: el nombre se castellanizó (Club Deportivo San Andrés), se impusieron los colores amarillo y azul, y el escudo cambió radicalmente. Se eliminaron las cuatro barras y se introdujo la bandera española. Con el paso de los años, el Sant Andreu recuperó su nombre y sus colores originales, pero en el escudo, pese a las modificaciones que se fueron introduciendo, todavía seguía la bandera española.
Llegada la democracia, un sector importante de la afición del Sant Andreu no se identificaba con la bandera española del escudo, y en 1990 se celebró un referéndum para decidir qué escudo tenía que llevar el Sant Andreu. Se presentaron tres alternativas: continuar con el escudo vigente, recuperar el escudo de 1925 o cambiar la bandera española por el azul característico de la bandera de San Andrés de Palomar. El voto favorable al cambio se dividió entre las dos últimas opciones y ganó la opción continuista.
Con la llegada a la presidencia de Joan Gaspart, se recuperó el debate, ya que el Sant Andreu era el único equipo que llevaba la bandera española en su escudo, y sin embargo no aparecía la bandera de San Andrés. Se diseñó un nuevo escudo, con la bandera andreuense en la parte superior, y los colores del equipo -las cuatro barras catalanas- en la parte inferior. El 16 de enero de 2005, coincidiendo con el partido Sant Andreu-Mataró de 3.ª división, se celebró un referéndum entre todos los socios mayores de edad para decidir si se aceptaba el nuevo diseño o bien se continuaba con el escudo vigente. Los resultados de la votación fueron los siguientes:
- Censo (socios mayores de edad): 698
- Votos: 328
  - A favor del nuevo escudo: 177 (54,0 %)
  - En contra: 139 (42,4 %)
  - Votos en blanco: 11 (3,3 %)
  - Votos nulos: 1 (0,3 %)

La asamblea de socios del 25 de julio de 2005 ratificó y oficializó el nuevo escudo. Desde la temporada 2006-07 luce en la camiseta del Sant Andreu.

## Himno
Flames i ginesta es el himno del Sant Andreu, compuesto con motivo de las Bodas de Oro del club, celebradas en 1963 y no anteriormente, debido a problemas económicos. El himno del Sant Andreu es el más antiguo de todo el fútbol catalán.

## Uniforme
- Uniforme local: Camiseta amarilla con franjas rojas, pantalón negro y medias amarillas y rojas.
- Uniforme visitante: Camiseta blanca con una señera, pantalón blanco y medias blancas.
- Uniforme alternativo: Camiseta, pantalón y medias azul marino.

## Estadio

### Estadi Narcís Sala
Nombre: Narcís Sala

Capacidad: 6.563 espectadores

Inauguración: 19 de marzo de 1970

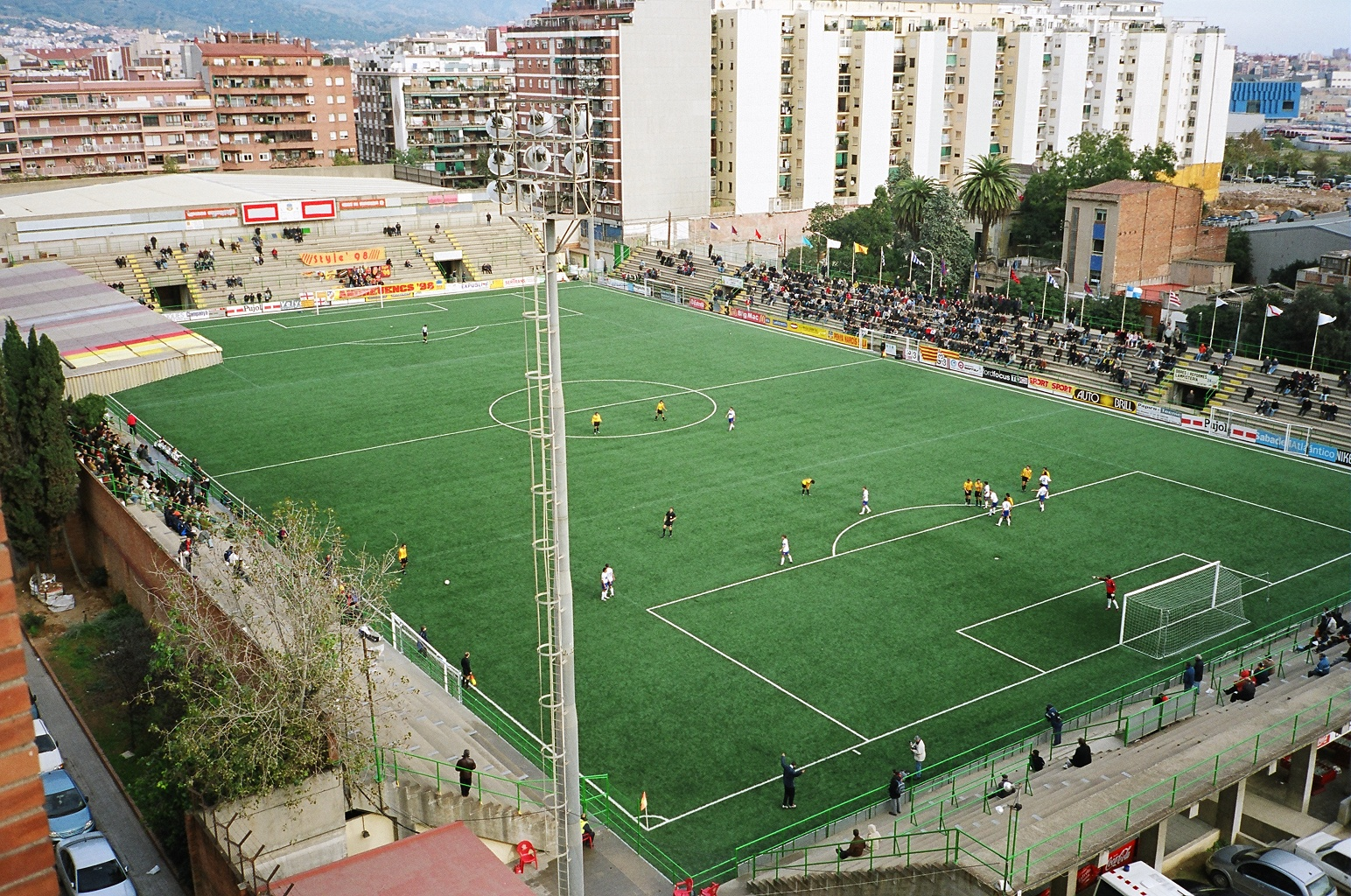
Imagen del Narcís Sala

Inauguración de la iluminación artificial: 13 de abril de 1972

Nombre antiguo: Camp Municipal del Carrer Santa Coloma

Nombre actual: Camp Municipal Narcís Sala (desde el 7 de diciembre de 1980)

Superficie: Césped artificial FIFA

Dimensiones: 106 x 64 metros

Dirección: C/ Santa Coloma 39.

08030 San Andrés de Palomar, Barcelona

Teléfono: (+34) 93 311 29 54

Usos: partidos oficiales y entrenamientos del primer equipo, de la mayoría de equipos del Fútbol Base y de la Escuela de Fútbol de la UE Sant Andreu. Ligas privadas nocturnas de fútbol-7.

### Otras instalaciones
Nombre: Camp del Centenari

Capacidad: 1500 espectadores

Inauguración: 22 de septiembre de 2004

Superficie: Césped artificial

Dirección: Riera de Horta / Ronda San Martín

08020 San Martín, Barcelona

Usos: partidos oficiales y entrenamientos de algunos equipos del fútbol base de la UE Sant Andreu.

### Campos anteriores
- Campo de la Calle Santa Coloma (1914-1969), situado en los mismos terrenos del actual Narcís Sala.
- Campo de las Medicinas (1912-1925), situado cerca de la actual calle Concepción Arenal.
- Can Tisó (1909-1914), situado cerca del barrio de la Trinidad Vieja.

### Campos provisionales
- Estadio de Les Corts (1950-1953): el Sant Andreu disputó algunos partidos de Segunda División en el antiguo estadio del FC Barcelona para conseguir una mayor recaudación.
- Estadio de Sarriá (1969-1970): el Sant Andreu disputó 9 partidos de Segunda División en el antiguo estadio del RCD Español con motivo de las obras de construcción del actual Narcís Sala.
- Avenida de Navarra (1982): el campo propiedad del CF Badalona, actualmente llamado Campo del Centenario, acogió dos partidos de Tercera División del Sant Andreu como local, en la temporada 1981-82, debido a la clausura del Narcís Sala.
- Estadio Olímpico Lluís Companys (1991-1992): el Sant Andreu disputó 8 partidos de Segunda División B en el estadio que albergó los Juegos Olímpicos de Barcelona 1992, debido a unas obras en el Narcís Sala que nunca llegaron a realizarse.

## Jugadores

### Plantilla 2025-26
- = Lesionado de larga duración

## Entrenadores
| - 1939-40: Pakán - 1940-45: - 1945-46: Josep Planas - 1946-47: - 1947-51: Benito García - 1951-52: Josep Planas - 1952-53: Lecube - 1954-57: José Valle - 1957-58: César Rueda - 1958-60: Josep Planas - 1961-65: César Rueda - 1965-66: José Valle - 1966-67: Vicente Balaguer Pascual - 1967-68: Enrique Bescós Mambrona - 1968-69: Antoni Argilés - Sustituido por Patro - 1969-70: Patro - Sustituido por Ferdinand Daucik - 1970-71: Georges Sobotka - Sustituido por Lluís Aloy - 1971-72: Lluís Aloy - 1972-73: Gustau Biosca - 1973-74: Ferdinand Daucik - Sustituido por Nacho Bergara - 1974-76: Domènec Balmanya - Sustituido por César Rodríguez | - 1976-77: Juan Carlos Barral - Sustituido por Ferdinand Daucik - 1977-1978: Nacho Bergara - 1978-1979: Agustí Faura - 1979-1980: Guillem Tovar - Sustituido por Antonio Carmona Ros - 1980-1981: Francesc Ricart - 1981-83: Lluís Aloy - 1983-84: Roberto Puerto - Sustituido por Jaume Sabaté - 1984-85: Jaume Sabaté - 1985-1986: Antonio Muñoz - 1986-1987: Jaume Sabaté - Sustituido por Ismael Comas - Sustituido por José A. Nicolás - Sustituido por Albert Mendoza - 1987-89: Antonio Jaurrieta - Sustituido por Jaume Creixell - 1989-90: Jaume Creixell - 1990-91: Ferran Olivella - Sustituido por Jaume Creixell - Sustituido por Jordi Gonzalvo - 1991-93: Jordi Gonzalvo - 1993-96: Jaume Creixell - Sustituido por Pepín Cabezas - 1996-98: Pepín Cabezas - 1998-99: Jaume Olivé - Sustituido por Jaume Creixell - 1999-2001: Jaume Creixell - Sustituido por Juan Gregorio Endrino - Sustituido por Juan Antonio Orenes - 2001-02: Xavi Torrijos - Sustituido por Xavi Agustí - Sustituido por Roberto Puerto - 2002-04: Roberto Puerto - 2004-06: Josep Maria "Chechu" Soldevila - 2006-07: Jaume Creixell - Sustituido por Félix Arnáiz Lucas - 2007-2011: Nacho González - 2011-2013: Piti Belmonte - 2013-2014: Patxi Salinas - Sustituido por Martí Cifuentes - 2014-2015: Piti Belmonte - Sustituido por Rubén García - Sustituido por Miguel Álvarez Jurado - 2015-16: Manolo Márquez - Sustituido por Joan Esteva - 2016-2021: Mikel Azparren - 2021-2022: David Pirri - 2022-2025: Xavier Molist - 2025-Actual: Nacho González |  |

## Datos del club

### En competiciones españolas (RFEF)

#### Segunda División
- Temporadas en 2ª: 11 (1950-53, 1969-77)
- Mejor puesto en la liga: 4.º (temporada 1950-51)
- Peor puesto en la liga: 19.º (temporada 1976-77)

- Partidos jugados: 396 (198 en casa, 198 fuera)
- Puntos conseguidos: 394 (297 en casa, 97 fuera)
- Partidos ganados: 148 (128 en casa, 20 fuera)
- Partidos empatados: 98 (41 en casa, 57 fuera)
- Partidos perdidos: 150 (29 en casa, 121 fuera)
- Goles a favor: 481 (364 en casa, 117 fuera)
- Goles en contra: 511 (174 en casa, 337 fuera)

- Mayor goleada conseguida en casa: 5-0 (Osasuna 1950-51, Lleida 1951-52, Logroñés 1971-72, Valladolid 1973-74, Ensidesa 1975-76), 6-1 (Orensana 1950-51), 7-2 (Gimnàstic 1951-52)
- Mayor goleada conseguida fuera: 1-4 (Tenerife 1974-75)
- Mayor goleada encajada en casa: 0-5 (Lleida 1952-53)
- Mayor goleada encajada fuera: 8-0 (Ferrol 1951-52)

#### Segunda División B
- Temporadas en 2ªB: 19 (1977-80, 1990-97, 2005-07, 2008-15)
- Mejor puesto en la liga: 1.º (1991-92, 2009-10)
- Peor puesto en la liga: 19.º (temporada 1996-97)
- 1 subcampeonato de liga de Segunda División B (1992-93)

- Partidos jugados: 456 (228 en casa, 228 fuera)
- Puntos conseguidos: 510 (338 en casa, 172 fuera)
- Partidos ganados: 175 (128 en casa, 47 fuera)
- Partidos empatados: 122 (56 en casa, 66 fuera)
- Partidos perdidos: 161 (44 en casa, 115 fuera)
- Goles a favor: 592 (384 en casa, 208 fuera)
- Goles en contra: 523 (213 en casa, 310 fuera)

- Mayor goleada conseguida en casa: 10-0 (Manacor 1993-94)
- Mayor goleada conseguida fuera: 0-5 (Gramenet 2009-10)
- Mayor goleada encajada en casa: 0-6 (Sabadell 1998-99)
- Mayor goleada encajada fuera: 4-0 (Girona 1977-78, Levante 1978-79, Gandía 1990-91), 5-1 (Levante 1977-78, Gimnàstic 1978-79), 7-3 (Mallorca B 1995-96)

#### Tercera División
- Temporadas en 3ª: 38 (1940-41, 1947-50, 1953-69, 1980-90, 1997-99, 2000-05, 2007-08)
- Mejor puesto en la liga: 1.º (1949-50, 1957-58, 1968-69, 1984-85, 1989-90)
- Peor puesto en la liga: 20.º (1986-87)
- 4 subcampeonatos de liga de Tercera División (1940-41, 1947-48, 1987-88)(2007-2008)

Datos hasta el 16/12/07:
- Partidos jugados: 1.310 (655 en casa, 655 fuera)
- Puntos conseguidos: 1.595 (1.004 en casa, 591 fuera)
- Partidos ganados: 598 (400 en casa, 198 fuera)
- Partidos empatados: 284 (139 en casa, 145 fuera)
- Partidos perdidos: 428 (116 en casa, 312 fuera)
- Goles a favor: 2.196 (1.389 en casa, 807 fuera)
- Goles en contra: 1.747 (689 en casa, 1.058 fuera)

- Mayor goleada conseguida en casa: 9-1 (Sueca 1949-50)
- Mayor goleada conseguida fuera: 0-6 (Vilafranca 1989-90)
- Mayor goleada encajada en casa: 0-5 (Terrassa 1961-62)
- Mayor goleada encajada fuera: 7-0 (Lleida 1959-60, Mataró 1997-98)

#### Campeonato de España (Copa del Rey)
- Participaciones en la Copa del Rey: 25
- Mejor puesto en la Copa: 1/4 de final (eliminado por el Sevilla 1970-71)
- 1 participación en 1/4 de la Copa (1970-71)
- 4 participaciones en 1/8 de la Copa (1970-71, 1971-72, 1973-74, 1974-75)

- Eliminatorias disputadas: 53
- Eliminatorias superadas: 28
- Partidos jugados: 102 (51 en casa, 51 fuera)
- Partidos ganados: 39 (29 en casa, 10 fuera)
- Partidos empatados: 22 (9 en casa, 13 fuera)
- Partidos perdidos: 41 (13 en casa, 28 fuera)
- Goles a favor: 147 (105 en casa, 42 fuera)
- Goles en contra: 142 (61 en casa, 81 fuera)

- Mayor goleada conseguida en casa: 6-0 (Vilobí 1991-92)
- Mayor goleada conseguida fuera: 0-4 (Vilobí 1991-92, Blanes 1992-93)
- Mayor goleada encajada en casa: 1-5 (Lleida 1985-86)
- Mayor goleada encajada fuera: 7-0 (Lleida 1985-86)

### En competiciones catalanas (FCF)
- Temporadas en Primera División Catalana: 2 (1946-47, 1999-2000)
- Temporadas en Primera Regional: 6 (1940-46)
- Temporadas en el Campeonato de Cataluña, Primera Categoría, grupo A: 6 (1912-16, 1921-23)
- Temporadas en el Campeonato de Cataluña, Primera Categoría, grupo B: 14 (1917-21, 1923-28, 1934-38, 1939-40)
- Temporadas en el Campeonato de Cataluña, Segunda Categoría: 7 (1916-17, 1928-34)

## Palmarés

### Campeonatos nacionales
- Copa RFEF: 1 (2012-13)
- Liga de Segunda División B: 2 (1991/92 y 2009/10)
- Liga de Tercera División Española: 3 (1949-50, 1957-58, 1968-69)
- Liga de Tercera División Grupo V: 2 (1984-85, 1989-90)

### Campeonatos territoriales
- Copa Cataluña: 2 (2008, 2019)
- Liga de Primera División Catalana: 2 (1946-47, 1999-2000)
- Campeonato de liga de Primera Regional: 1 (1945-46)
- Campeonato de la Liga Regional Catalana: 1 (1939-40)
- Campeonato de Cataluña, Primera Categoría B: 4 (1919-20, 1920-21 [L'Avenç del Sport], 1928-29, 1939-40 [UE Sant Andreu])
- Campeonato de Cataluña, Segunda Categoría: 2 (1909-10, 1918-19) [CF Andreuenc]

### Torneos amistosos
- Torneo Históricos del Fútbol Catalán: 5 (2005, 2007, 2014, 2021, 2023)
- Trofeo Ciudad de Hospitalet: 2 (1981, 1986)
- Trofeo Villa de Gracia: 1 (2011)

## Rivalidades
Desde la segunda mitad de la década del 2000 la Unió Esportiva Sant Andreu mantiene una fuerte rivalidad con el Club Esportiu Europa, ya que se han convertido en los dos clubes principales de los antiguos municipios de Barcelona, el partido es conocido en catalán como el Derbi del Pla de Barcelona (Derbi del Llano de Barcelona) o La Vila contra el Poble, debido al que ambos equipos representan a la antigua Villa de Gracia y al anterior pueblo de San Andrés de Palomar. Durante la década del 2020, coincidiendo con el nuevo auge de ambos clubes tras sus respectivos ascensos a la Segunda Federación, la rivalidad comenzó a generar mayor protagonismo mediático y barrial, llegando a presentarse incluso algunos enfrentamientos durante los partidos entre ambos equipos. Aunque, a diferencia de otras rivalidades futbolísticas españolas, en este caso no existen enfrentamientos de calado político entre las aficiones, ya que los grupos de animación de los dos equipos tienen un pensamiento ideológico próximo a la izquierda independentista catalana, sin embargo, ambas pugnan por convertirse en el referente deportivo de esta ideología.
Históricamente la Unió Esportiva Sant Andreu también ha tenido rivalidades con otros equipos de su entorno como lo fue el Club Deportivo Fabra y Coats o el Club Esportiu Júpiter, localizados en barrios más cercanos a la sede del Sant Andreu pero que han desaparecido o perdido protagonismo al quedarse en categorías diferentes de las que compite la UESA.